# Aeolosaurini
De Aeolosaurini zijn een groep dinosauriërs behorend tot de Titanosauria.
In 2004 benoemde en definieerde Franco-Rosas een klade titanosauriërs: de groep omvattende Aeolosaurus negrinus en Gondwanatitan faustoi en alle soorten nauwer verwant aan Aelosaurus en Gondwanatitan dan aan Saltasaurus loricatus of Opisthocoelicaudia skarzynskii.
Paul Sereno meende in 2005 dat dit concept twijfelachtig is omdat de holotypen van Aelosaurus en Gondwanatitan uit slecht materiaal bestaan, hun paratypen nog onbeschreven zijn en er überhaupt nog geen goede kladistische definitie bestaat die de onderlinge verwantschappen tussen al deze vormen voldoende verduidelijkt om het mogelijk te maken relevante definities te creëren. Desalniettemin wordt het begrip in de Zuid-Amerikaanse literatuur algemeen gebruikt.
Een derde mogelijke aeolosaurine was Rocasaurus. In 2010 werd Panamericansaurus aan de groep toegewezen. De Aeolosaurini vormen de zustergroep van de Rinconsauria.